# Saint-Rémy (Aveyron)
Saint-Rémy è un comune francese di 318 abitanti situato nel dipartimento dell'Aveyron nella regione dell'Occitania.

## Società

### Evoluzione demografica
Abitanti censiti